# Polveroso
 Polveroso  là một xã ở tỉnh Haute-Corse trên đảo Corse, Pháp. Xã này có diện tích 1,96 km², dân số năm 1999 là 34 người. Khu vực này có độ cao trung bình 600 mét trên mực nước biển.